# Daume
Daume Co.,Ltd. (株式会社童夢?, Kabushiki gaisha Dōmu) è uno studio di animazione giapponese fondato nel 1993, precedentemente noto come "Studio Daume".

## Opere
- Debutante Detective Corps (1996)

- D4 Princess (1999)
- Mahotsukai on za Rokkus Sorcerer on the Rocks Sheevas  Chivas 1-2-3  (1999)
- BuBuChaCha (2001)
- Hanaukyō maid tai (2001–2004)
- Please Teacher! (2002)[1]
- Onegai Twins (2003)[1]
- Ichigeki Sacchu!! HoiHoi-san OVA
- DearS (2004)[1]
- Ichigo Mashimaro (2005)[1]
- Tona-Gura! (2006)
- Yoake Mae Yori Ruriiro Na (2006)
- Minami-ke (2007)[1]
- Shi ki (2010)